# Kodak Disc

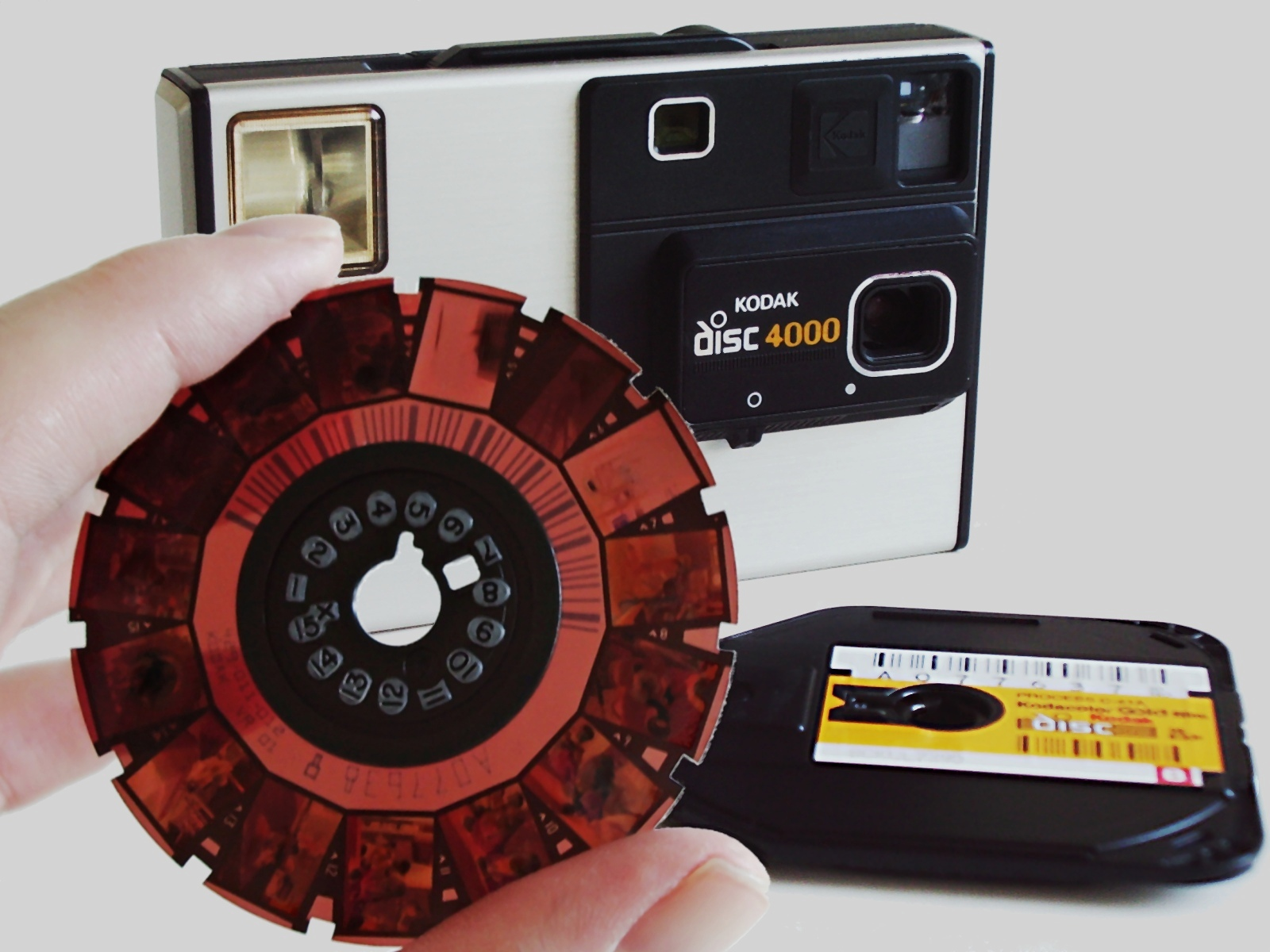
Kamera Kodak Disc 4000 mit Disc-Filmpatrone und entwickeltem Disc-Film (Vordergrund)

Kodak Disc ist ein im Herbst 1982 eingeführtes Kassettenfilm-System, das den Pocketfilm ablösen sollte. Es bestand aus der Disc-Kamera und passendem Disc-Film.

## Pocketkameras nach 1980
Pocket-Kameras waren in der zweiten Hälfte der 1970er Jahre außerordentlich erfolgreich, ließen sich nach 1980 aber nicht mehr so gut verkaufen. Mit dem Aufkommen besonders kompakt gehaltener Kleinbildkameras schien ihre Zeit allmählich vorbei zu sein: Nun konnte man mit Kleinbild fotografieren und hatte eine nur unwesentlich größere Kamera in der Hand. In dieser Situation sah man bei Kodak die Möglichkeit, mit besonders flachen Pocketkameras wieder Erfolg zu haben, was allerdings auch ein neues Filmformat voraussetzte. So präsentierte Kodak am 3. Februar 1982 ein neues Kamerasystem, das anlässlich der Photokina 1982 in den Handel kam.

## Filme
Da das Grundkonzept einer besonders flachen Kamera auch einen flachen Film erfordert – im Gegensatz zu aufgerollten Kleinbildfilmen, wurden 15 Negative mit einer Größe von jeweils 8 × 10,5 mm auf einer Scheibe von 63 mm Durchmesser angeordnet und das Ergebnis bezeichnend „Disc-Film“ genannt. Ein weiterer Grund für die Scheibenform lag in der Planlage: Gegenüber dem Pocket-Film war die Negativfläche 40 % kleiner, was erhöhte Anforderungen an die exakte Position zum Objektiv stellte. Um diese zu erfüllen, schuf man einen besonders stabilen, „Estar-Base“ genannten Filmträger, der eben nicht gerollt wurde, und die Kamera drückte für die Aufnahme eine Andruckplatte gegen den Film. Da aus dem kleineren Format eine erheblich stärkere Vergrößerung resultierte, musste der Film eine feinere Auflösung besitzen, was das eigens entwickelte Material „Kodacolor HR“ bot.
Die Filmscheibe ist mit zwei miteinander verschweißten Plastikschalen ummantelt und ähnelt damit einer 3,5″-Diskette. Nach Einlegen in die Kamera wird mit dem Verriegeln ein Schieber bewegt, der den Blick auf das Bildfenster freigibt. Genau wie beim Pocket-Film liegt die Anzeige für das Zählwerk im Film, diesmal im Inneren auf der Scheibe. Darum herum finden sich ein Strichcode für den Filmtyp und eine individuelle Identifikationsnummer. Letztere sollte die Verarbeitung durch das Fotolabor vereinfachen. Ebenso ist um den Kern der Filmscheibe ein Magnetstreifen angeordnet, der für die Kopiermaschine den Filmtyp, die Filmnummer und die Information, das je ein Abzug erstellt werden soll, enthält. Wenn der Kunde die Disc zur Nachbestellung wieder ins Fotolabor gab, wurde in der „Re-Order-Station“ die Anzahl der zu erstellenden Bilder auf dem Magnetstreifen geändert beziehungsweise für die Negative, die nicht nachbestellt wurden, auf Null gesetzt.
Zur Filmentwicklung wurden die Disc-Scheiben auf eine Spindel gesteckt, die 100 Scheiben fasste. Das Besondere war, dass diese Spindel im Vergleich zum normalen C-41-Prozess eine wesentlich stärkere Bewegung in den Chemikalien hatte, da sie in den Bädern der Kodak-Disc-Entwicklungsmaschine mit etwa 100 Umdrehungen pro Minute rotierte. Nach dem Trocknen wurden diese Spindeln paarweise in einen Transportcontainer gebracht und konnten mit diesem auf den Fotodrucker aufgesetzt werden, sodass immer 200 Disc-Scheiben in einem Durchgang automatisch belichtet wurden. Die Filterung stellte der Drucker anhand eines Magnetcodes auf den Scheiben für Filmart und -hersteller selbsttätig ein (Speicherwechsel). Erstmals war es durch den Magnetcode auch möglich, direkt während des Druckvorgangs auf die Rückseite der Bilder sowohl die Filmnummer als auch die Negativnummer des Bildes zu drucken, was mit einem Nadeldrucker geschah. Der Kunde brauchte also für eine Nachbestellung nie den Disc-Film in die Hand zu nehmen und zu betrachten. Der Bediener kontrollierte das Schneiden der Bilder von der Papierrolle mit Hilfe eines Monitorprojektors, was eine einfache Zuordnung der richtigen Filmscheibe und Bilder zur Auftragstasche ermöglichte. Die Auftragstasche hatte vor der Entwicklung in der Öffnungsstation für die Filme bereits die Filmnummer des Magnetstreifens als Auftragsnummer aufgedruckt bekommen.
Für den Verarbeitungsablauf im Großlabor war der Discfilm damit in Verbindung mit den Kodak-Verarbeitungsmaschinen bestens vorbereitet. Der Aufdruck der Bildnummer auf die Rückseite des Fotos und die teilautomatisierte Nachbestellung von Bildern durch den Kunden wurde beim 135-Kleinbildformat erst später durch den DX-Code in der Perforation möglich. Bedingt durch das kleine Filmformat von 8 × 11 mm war schon für das Standardpositivformat von 9 × 11 cm eine zehnfache Vergrößerung erforderlich. Die modernen Filmemulsionen der Discfilme lieferten aber eine gute Qualität. Im Vergleich zu dem Pocketformat 110 war die Anzahl der gelungenen (verkaufsfähigen) Bilder höher, was im Großlabor ein wichtiger Faktor ist.

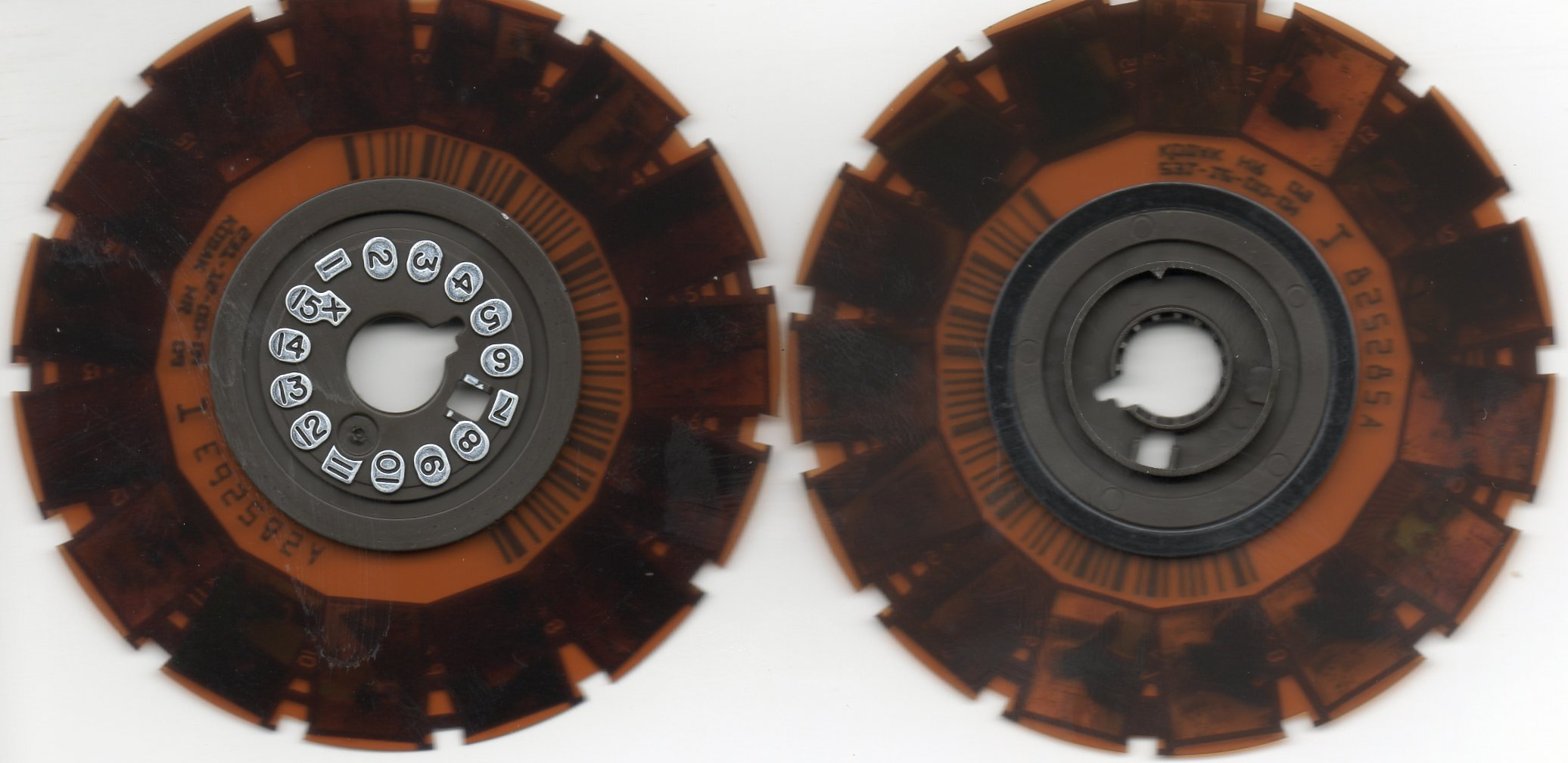
Entwickelte Disc-Filmscheibe, Vorder- und Rückseite
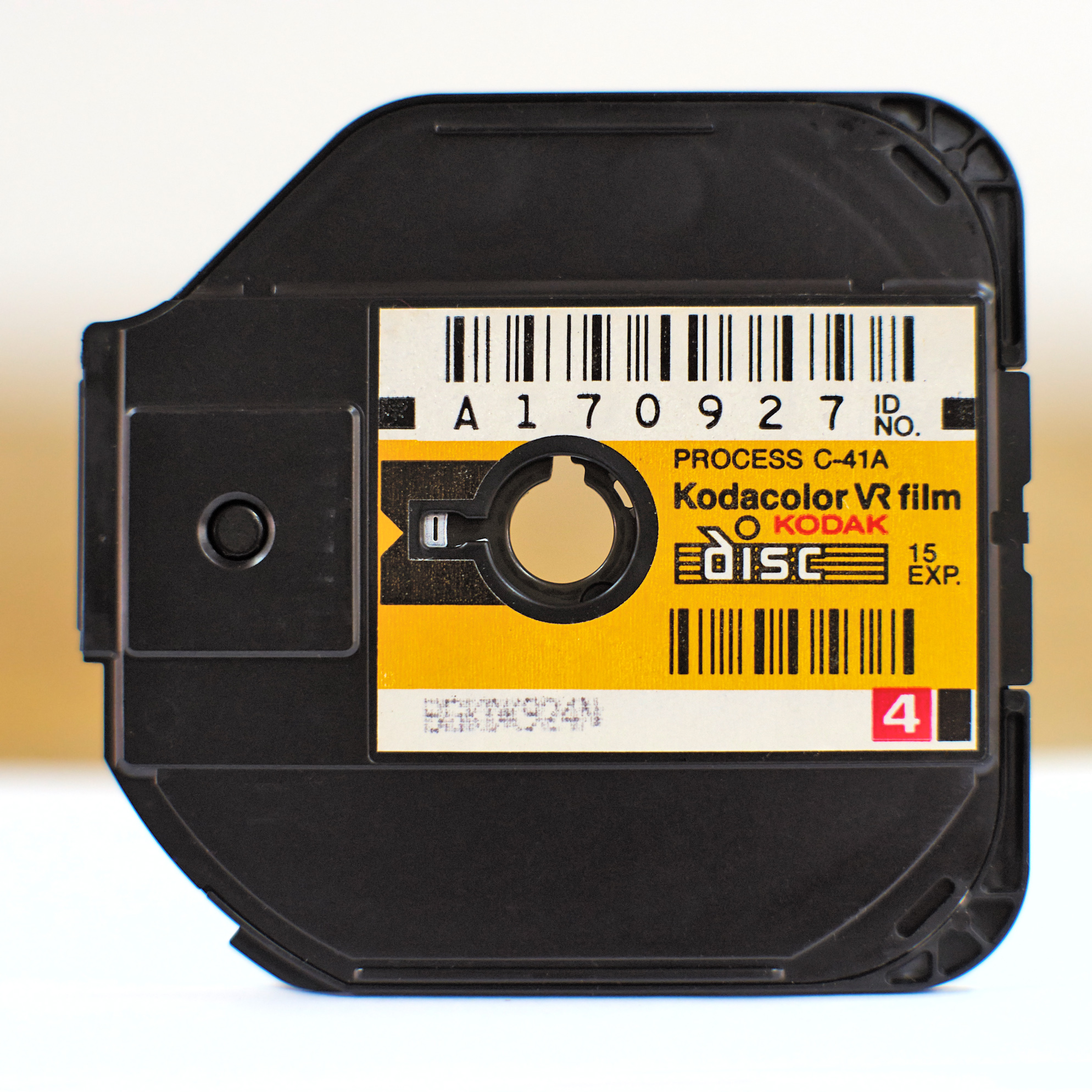
Geschlossene Disc-Film-Kassette
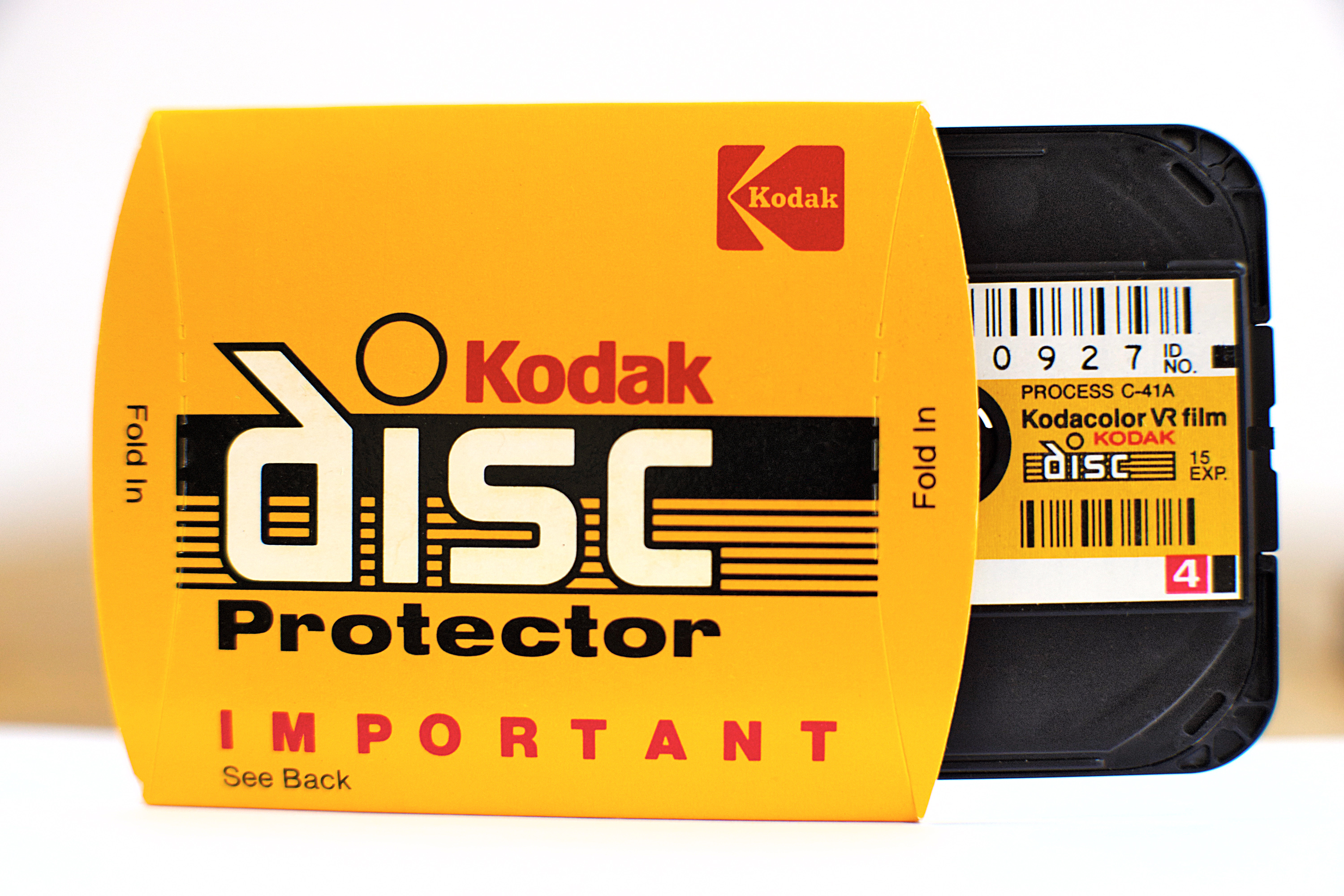
Schutzhülle für Disc-Film
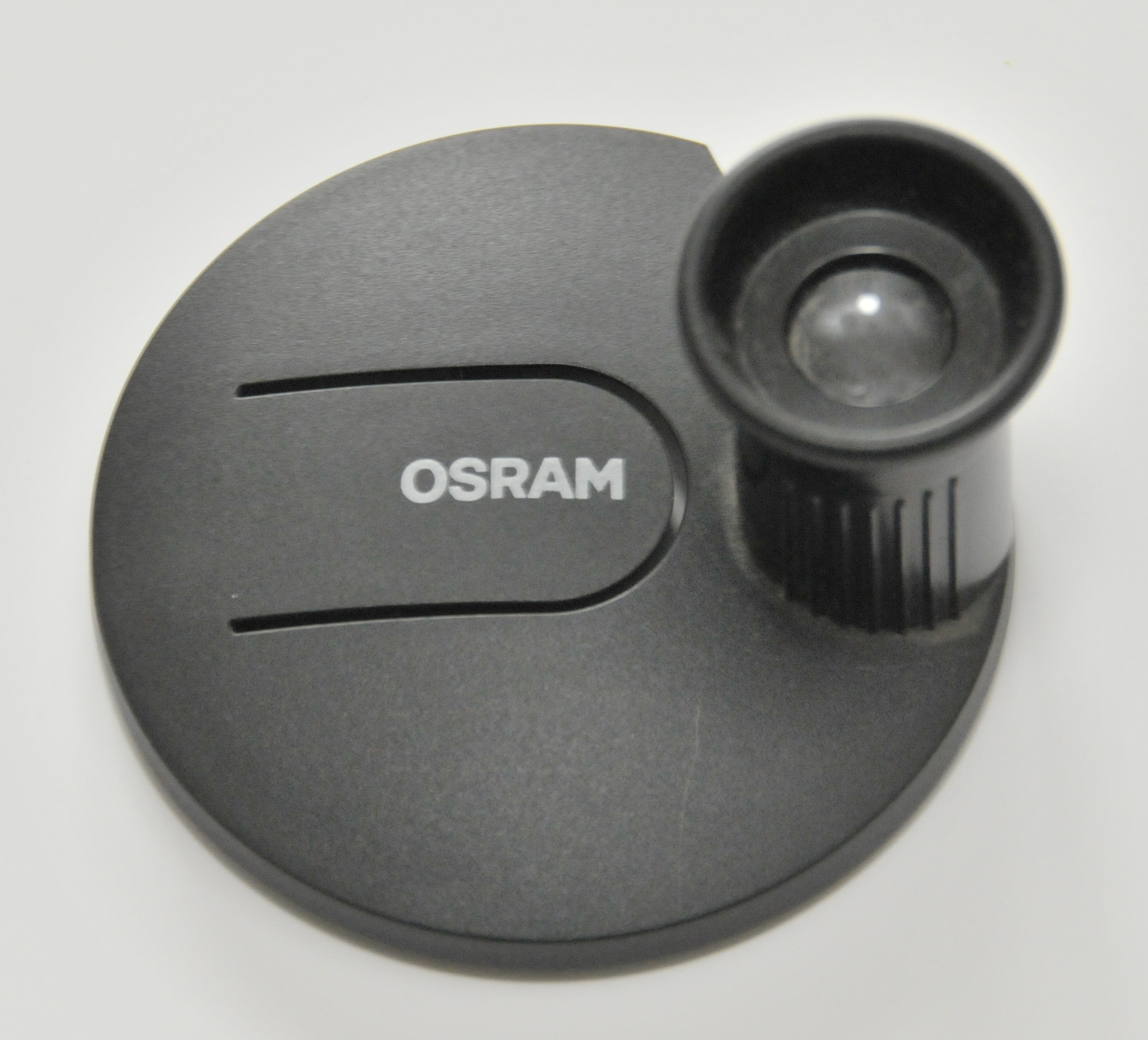
Disc-Negativ-Betrachtungslupe von Osram

Disc-Filme wurden ausschließlich als Farb-Negativ-Materialien mit 15 Aufnahmen angeboten, es gab keine Diafilme und dementsprechend auch keine Diaprojektoren. Ebenso gab es keinen Schwarzweißfilm.
Kodak stellte das System mit einer Filmempfindlichkeit von ISO 200/24° vor, die Bildqualität entsprach der des Pocketfilms, war also für gewöhnliche Abzüge in den Formaten 9×13 und 10×15 akzeptabel. Bei größeren Papierabzügen offenbarten sich jedoch schnell die Grenzen dieser Technik. Die geringen Abmessungen der Negative bewirkten trotz der hohen Auflösung des Filmmaterials eine charakteristische „Körnigkeit“ der Aufnahmen, und es fehlte vielfach an Farbbrillanz und Schärfentiefe, selbst bei optimalen Fotografierbedingungen. Somit wurde trotz allem nie die Qualität selbst einfacherer Kleinbildkameras und -filme erreicht.
Für die Entwicklung wurde der Standardprozesses C-41 ausgewählt, um möglichst viele Fotolabore zur Annahme bewegen zu können. Als Hinweis auf das Disc-Format wurde der Prozess als C-41A bezeichnet. Eine Verarbeitung im Heimlabor war grundsätzlich zwar möglich, es gab aber keine passenden Einsätze für Entwicklungsdosen und Vergrößerer.
Kodak selbst hat die Produktion von Disc-Filmen 1998 eingestellt. Nur wenige andere Hersteller boten kompatibles Filmmaterial: Fujifilm, Konica und 3M. Filme in diesem Format gelten spätestens seit Ende der 1990er-Jahre als Exoten und sind in den 2010er-Jahren nur mit beträchtlichem Aufwand und in fragwürdigem Zustand auf dem Gebrauchtmarkt zu bekommen.
Inzwischen (2013) ist es auch schwierig, von bereits entwickelten Disc-Negativen im Rahmen von Nachbestellungen Abzüge machen zu lassen, da die meisten Großlabore keine Maschinen mehr haben, in die man die Negativscheiben einsetzen könnte. Die Entwicklung von Disc-Filmen ist in den 2010er-Jahren beispielsweise in einem Labor in Großbritannien möglich, das sich auf alte Filmformate spezialisiert hat.

## Kameras

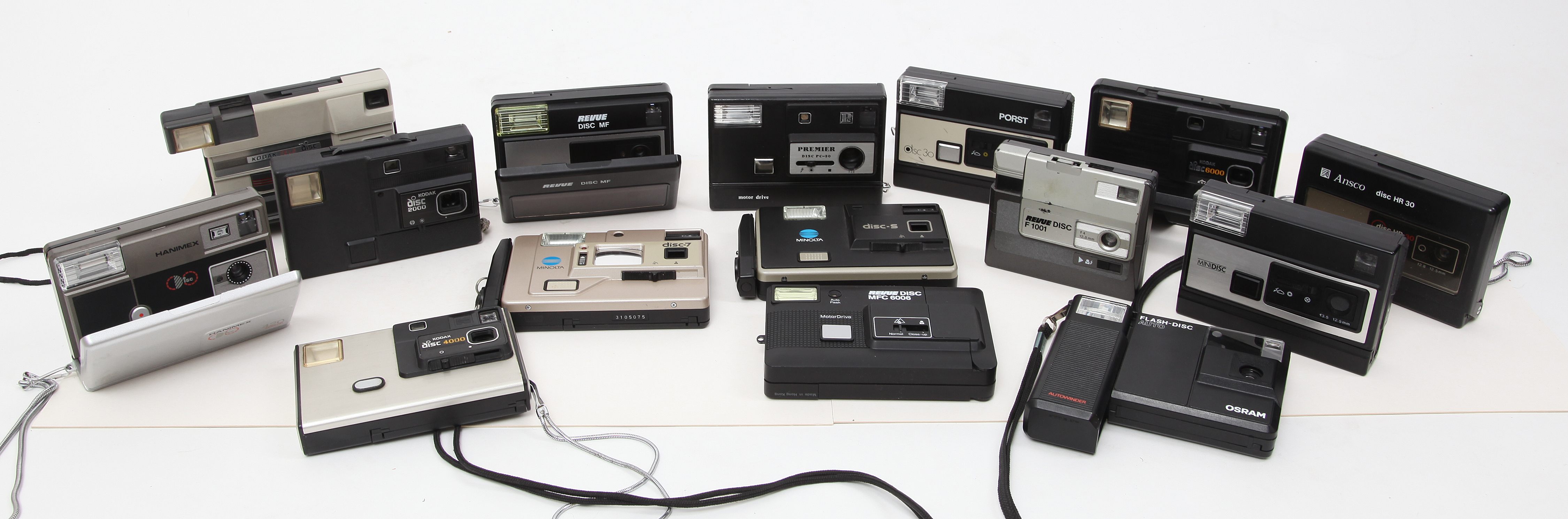
Verschiedene Disk-Kameras

Die Disc-Kameras waren 2,5 bis 3 cm dick, etwa 8 cm hoch und 13 cm breit. Sie wogen etwa 200 g und besaßen immer einen elektrischen Filmtransport. Kodak hat das System mit der Modellreihe Disc 2000, Disc 4000, Disc 6000 und Disc 8000 vorgestellt. Alle Modelle hatten dabei nur Fixfokus-Objektive, die Entfernungen von 1,2 m bis unendlich abdeckten. Selbst bei den beiden höchstklassigen Modellen, obwohl über 200 DM teuer, konnte man lediglich noch eine Nahlinse vor das Objektiv schieben, um zwischen 0,50 m und 1,5 m fotografieren zu können; die beiden einfachen Modelle besaßen einen eingebauten Blitz. Das Objektiv (12,5 mm; f/2,8) war eine Spezialentwicklung, es bestand aus vier Linsen, davon eine asphärische. Vom einfachsten Modell abgesehen waren kurioserweise die Batterien fest eingebaut – Kodak sprach von Langzeitbatterien, welche 2.000 Aufnahmen bei 60 % Blitzeinsatz erlauben sollten. Es handelte sich um zwei Lithiumzellen, die in der Werkstatt gewechselt wurden.

## Marktbedeutung
Disc-Kameras haben sich kaum verbreitet. Sie boten gegenüber den inzwischen preiswerten Kleinbildkameras keine nennenswerten Vorteile. Auch war von Anfang an fraglich, ob es den zugehörigen Film lange geben würde. Kodak bot anderen Firmen Lizenzen an, nicht aber für das Filmmaterial und das speziell entwickelte Objektiv. Später versuchte Kodak mit dem Advanced Photo System, das wieder aufgerollten Film in Patronen nutzte, noch einmal, ein Konzept der unkomplizierten Fotografie mit kompakten Kameras zu vermarkten.